# Boles Acres
Boles Acres é uma Região censo-designada localizada no estado americano de Novo México, no Condado de Otero.

## Demografia
Segundo o censo americano de 2000, a sua população era de 1172 habitantes.

## Geografia
De acordo com o United States Census Bureau tem uma área de 
33,4 km², dos quais 33,4 km² cobertos por terra e 0,0 km² cobertos por água.

## Localidades na vizinhança
O diagrama seguinte representa as localidades num raio de 32 km ao redor de Boles Acres. 